# Erinartêĸ Jonathansen
Erinartêĸ Aron Andreas Abel Jonathansen (* 4. September 1940 in Tiilerilaaq; † unbekannt) war ein grönländischer Landesrat.

## Leben
Erinartêĸ Jonathansen war der Sohn des Jägers Lars Billiam (1912–?) und seiner Frau Sigrid Ebba (1913–?). Er war Jäger und vertrat 1968 Aron Davidsen im grönländischen Landesrat. In der folgenden Legislaturperiode von 1971 bis 1975 wurde er direkt in den Landesrat gewählt und nahm an allen Sitzungen teil.